# Frederic L. Holmes
Frederic Lawrence Holmes (* 6. Februar 1932 in Cincinnati, Ohio; † 27. März 2003 in New Haven, Connecticut) war ein US-amerikanischer Wissenschaftshistoriker speziell für Chemie, Medizin und Biologie.
Holmes erwarb 1954 seinen Bachelor-Abschluss in Biologie am Massachusetts Institute of Technology, war zwei Jahre bei der US Air Force und studierte dann Geschichte an der Harvard University mit dem Master-Abschluss 1958 sowie der Promotion 1962 (Claude Bernard and the concept of internal environment). Für die Dissertation rekonstruierte er den Entdeckungsweg Claude Bernards grundlegender physiologischer Funktionen zum Beispiel der Leber anhand von dessen Laborbüchern aus den 1840er Jahren, auf die ihn Mirko Grmek hingewiesen hatte. Danach war er zwei Jahre am MIT, bevor er Assistant Professor an der Yale University wurde und 1968 Associate Professor für Wissenschaftsgeschichte. 1972 wurde er Professor an der University of Western Ontario und Vorstand seiner Abteilung. Ab 1979 war er wieder Professor in Yale in der Fakultät für Medizin und Vorstand der Abteilung Geschichte der Medizin. Ab 1985 war er Avalon Professor und 1982 bis 1987 Master des Jonathan Edward College in Yale. Er war wesentlich am Aufbau des Wissenschaftsgeschichts-Curriculums in Yale beteiligt.
Holmes schrieb Biographien von Claude Bernard, Antoine Lavoisier, Hans Adolf Krebs und der Entdeckung des Zitronensäurezyklus (wofür er nicht nur dessen Laborbücher auswertete, sondern auch detaillierte Interviews mit Krebs führte), den Meselson-Stahl-Versuch, Seymour Benzer. Sein Interesse galt der Geschichte grundlegender Experimente in Biologie, Chemie und Biochemie und ihrer Vorgeschichte und der detaillierten Rekonstruktion von Experimentatoren auf diesen Gebieten. Neben Fallstudien veröffentlichte er 2004 eine allgemeine Studie über den Entdeckungsweg in den experimentellen Wissenschaften. Zuletzt vollendete er eine Studie über Seymour Benzer, als er schon tödlich erkrankt hospitalisiert war.
2000 erhielt er die George-Sarton-Medaille, 1975 den Pfizer Award und 1962 den Schumann Prize der History of Science Society. 1994 erhielt er den Dexter Award und 1978 die William H. Welch Medal der American Association for the History of Medicine. 1981 bis 1983 war er Präsident der History of Science Society. Er war Fellow der American Academy of Arts and Sciences (1994) und der American Philosophical Society (2000).
Seine Ehefrau Harriet Vann Holmes, mit der er drei Töchter hatte, starb 2000. Seine spätere Lebensgefährtin war die Wissenschaftshistorikerin Petra Gentz-Werner.

## Schriften
- Claude Bernard and Animal Chemistry, Harvard University Press 1974
- Lavoisier and the Chemistry of Life: an exploration of scientific creativity, Princeton University Press 1985, Reprint University of Wisconsin Press 1987
- Antoine Lavoisier - the next crucial year: or, the sources of his quantitative method in chemistry, Princeton University Press 1997
- Hans Krebs: the formation of a scientific life 1900-1933, Oxford University Press 1991
- Hans Krebs: Architect of intermediary metabolism 1933-1937, Oxford University Press 1993
- Meselson, Stahl and the Replication of DNA: A history of the most beautiful experiment in biology, Yale University Press 2001
- Investigative Pathways: pattern and stages in the careers of experimental scientists, Yale University Press 2004
- mit William C. Summers: Reconceiving the gene: Seymour Benzer´s adventures in phage genetics, Yale University Press 2006
- Historians and Contemporary Scientific Biography, Pauling Symposium 1995